# HD 219415
HD 219415 — звезда, которая находится в созвездии Кассиопеи на расстоянии около 391 светового года от нас. Вокруг звезды обращается, как минимум, одна планета.

## Характеристики
HD 219415 — звезда 8,94 звёздной величины; впервые в астрономической литературе упоминается в каталоге Генри Дрейпера, изданном в начале XX века. Она представляет собой оранжевый гигант с массой, равной солнечной. По размерам она почти втрое больше нашего дневного светила. Светимость звезды равна 62 % солнечной. Температура поверхности HD 219415 составляет приблизительно 4820 кельвинов.

## Планетная система
В 2012 году группой астрономов, работающих с данными, полученными телескопом Хобби-Эберли, было объявлено об открытии планеты HD 219415 b в системе. Это типичный газовый гигант, обращающийся на расстоянии 3,2 а.е. от родительской звезды. Масса планеты практически идентична массе Юпитера. Открытие HD 219415 b было совершено методом Доплера. 